# 大松博文
大松博文（日語：大松 博文/だいまつ ひろふみ，1921年2月12日—1978年11月24日），日本女子排球隊教練，在香川縣綾歌郡宇多津町出生。帶領日紡貝塚女子排球隊打到全國冠軍，獲得第三屆世界錦標賽亞軍、第四屆世界錦標賽冠軍，以及第十八屆東京奧運冠軍。由於其嚴苛殘酷的訓練，被稱為「魔鬼大松」。當世界主流偏重「攻擊」的時候，大松則認為「守備才是最大的攻擊」，他發明許多排球技術，例如滾翻救球、勾手飄球、前臂墊接發球。與松平康隆（日本男排教練）並稱日本排球名將。

## 生涯年表
關西學院大學附设的坂出商業學校畢業後進入日紡工廠工作。
1941年，二次世界大戰期間，被徵招入伍。由于受过高等教育，成为日军军官。到中國的沈阳、北平。1943年编入了第31师团的辎重兵第31联队为中队长，随部队去缅甸。在英帕尔战役中，参战出征的日军9万余人最终仅生还1万2千人，大多数官兵是饿死，由于撤退途中日军大量的遗骸被遗弃路旁，极为凄惨的情景被日本兵士称呼为“白骨街道”或“靖国街道”。大松博文就是这个“白骨街道”的幸存者。他自称这次经历改变了性格。
1952年，成為待组建的日紡貝塚女子排球隊的教練。从1242名女工中挑选了16名选手。教练与队员每天从8时在工厂工作到15时30分，然后从16时训练到半夜。嚴苛的訓練方式讓人不忍目睹，因而被稱為「魔鬼大松」。
1955年，率領日紡貝塚女子排球隊拿到全國冠軍。
1960年，第三屆世界錦標賽輸給蘇聯隊，獲得亞軍。
1961年，遠征歐洲，擊敗捷克、斯洛伐克和蘇聯等隊伍，取得22全勝，日本女排被稱為「東洋魔女」。
1962年，第四屆世界錦標賽冠軍。
1964年10月23日，第十八届東京奧運首次把女子排球列为正式项目。大松博文带领的日本队战胜苏联队，夺得奥运会首枚女子排球金牌。这场决赛日本的实况直播收视率达到了惊人的80%。
1964年11月20日，大松博文在奥运会夺金后不到一个月，率领由八名队员组成的日紡贝塚女排（其中七人是奥运会金牌获得者，一人是管理员）应邀访问中国。20日从广州入境，21日下午5时到达北京。当晚在人民大会堂观看了音乐舞蹈史诗《东方红》。11月23日，贝冢队在北京体育馆进行了访华首场比赛，以3比0战胜了中国国家队。周恩来总理、贺龙副总理、陈毅副总理，彭真等出席观看比赛。11月25日下午18时许，周恩来来到北京体育馆观看大松带队的训练，在休息室里同大松交谈了40分钟。贝冢队又分别在北京、上海、广州与中国的甲级联赛队伍进行了七场比赛和近二十次公开训练，在中国体育界引起了极大反响。
1964年底，辭去日紡貝塚隊教練職位。
1965年4月23日至5月23日，应周恩来总理的邀请，大松博文及夫人访华，在上海训练中国运动员。这為中國女排运动的发展奠定良好基礎。
1965年9月，作为中国第二届全国运动会特邀贵宾，大松博文访华。
1968年，當選自民黨第八屆全國參議院議員。
1974年，再次參選自民黨第十屆全國參議院議員，落選。
1978年，在指導岡山縣立女校排球隊的晚上，因為急性心肌梗塞而與世長辭。
2000年，進入美國體育博物館的排球名人堂，日本香川縣宇多津鎮表揚他為榮譽鎮民，還有以他為名的排球大賽「大松排球比賽」。

## 研發的技術
國際上的賽制是六人制，然而，當時的日本國內卻是九人制。六人制比九人制每個選手的防守範圍增加，對於身材嬌小的亞洲人不利。大松為了打贏身材高大、扣球又快又重的歐洲人，花了很多的時間嘗試各種排球技巧。在當時的日本並不重視排球，因此大松花了很多心力找人幫忙翻譯國外的排球技術資料。後來，研發出滾翻救球、勾手飄球、前臂墊接發球。

### 滾翻救球
大松研讀許多資料，從柔道的倒地動作中做改良與應用，發展出撲球後，借勢滾地翻身爬起，回復守備姿勢。在當時，要學會滾翻救球，少則半年，多則兩年才能學會。因此，滾翻救球成為日本女排的強力武器，防守得滴水不漏，將歐洲球隊每一顆重力扣球救起來。滾翻救球是少數男子向女子學習的技術之一。

### 勾手飄球
大松創造了勾手發飄球的技術，球的性能和正面高手飄球一樣，不同的地方是側面勾手而已。
《排球運動史話》：「日本女排運用勾手飄球，在發球搶攻的年代，開創能使發、接維持動態平衡的局面，在國際比賽中取得令人驚訝的戰績。1962年世界女排錦標賽在莫斯科舉行，日本女排一舉奪冠，原因之一，即是東歐球隊採用高手接日本的勾手飄球時，常因持球犯規而失分，因此，勾手飄球乃風靡世界排壇，不僅女排學習，男排也廣泛使用，成為排球史上男子向女子學習技術的少有例子。」

### 前臂墊接發球
《排球運動史話》：「五十年代，大多採用高手傳球的方式來接發球，因為當時流行發球搶攻的風潮，各隊普遍採用大力發球，所以接發球容易被判持球或連擊犯規而失分，相當不利。六十年代，日本女排率先採用前臂墊接發球，既有穩定之利，又無犯規之虞，因而打破發強接弱的態勢，達到嶄新的動態平衡，連獲1962年世界錦標賽，1964年奧運會及1967年世界錦標賽三項冠軍。」

## 信念
- 有志者事竟成。
- 我不做，誰做？
- 防守是最好的進攻。
- 戰勝對方就是完美無缺的防守。
- 只要活著，就不存在「完成」。
- 精神訓練法：指導排球運動的整個過程中，特別重視兩個問題，即重視防守、建立互相關心和體貼的球隊。
- 生活的意義在於艱苦奮鬥。
- 常說：幸福就在眼前。確實，幸福是存在於將要獲得它之前的艱苦之中。
- 強者戰勝不安，弱者被不安打敗
- 不安是前進之本
- 偉大出於平凡，關鍵是妳能不能決心做到底。

## 著書
- 《魔鬼大松的自述》
- 《跟我來》(『おれについてこい!』)，有拍成電影。
- 《我的信念是走向勝利的條件》
- 《只要做就成功》
- 《我在中國》